# 15 februarie
ianuarie • februarie • martie  • aprilie  • mai  • iunie  • iulie  • august  • septembrie  • octombrie  • noiembrie  • decembrie
15 februarie este a 46-a zi a calendarului gregorian. Mai sunt 319 zile până la sfârșitul anului (320 de zile în anii bisecți).

## Evenimente

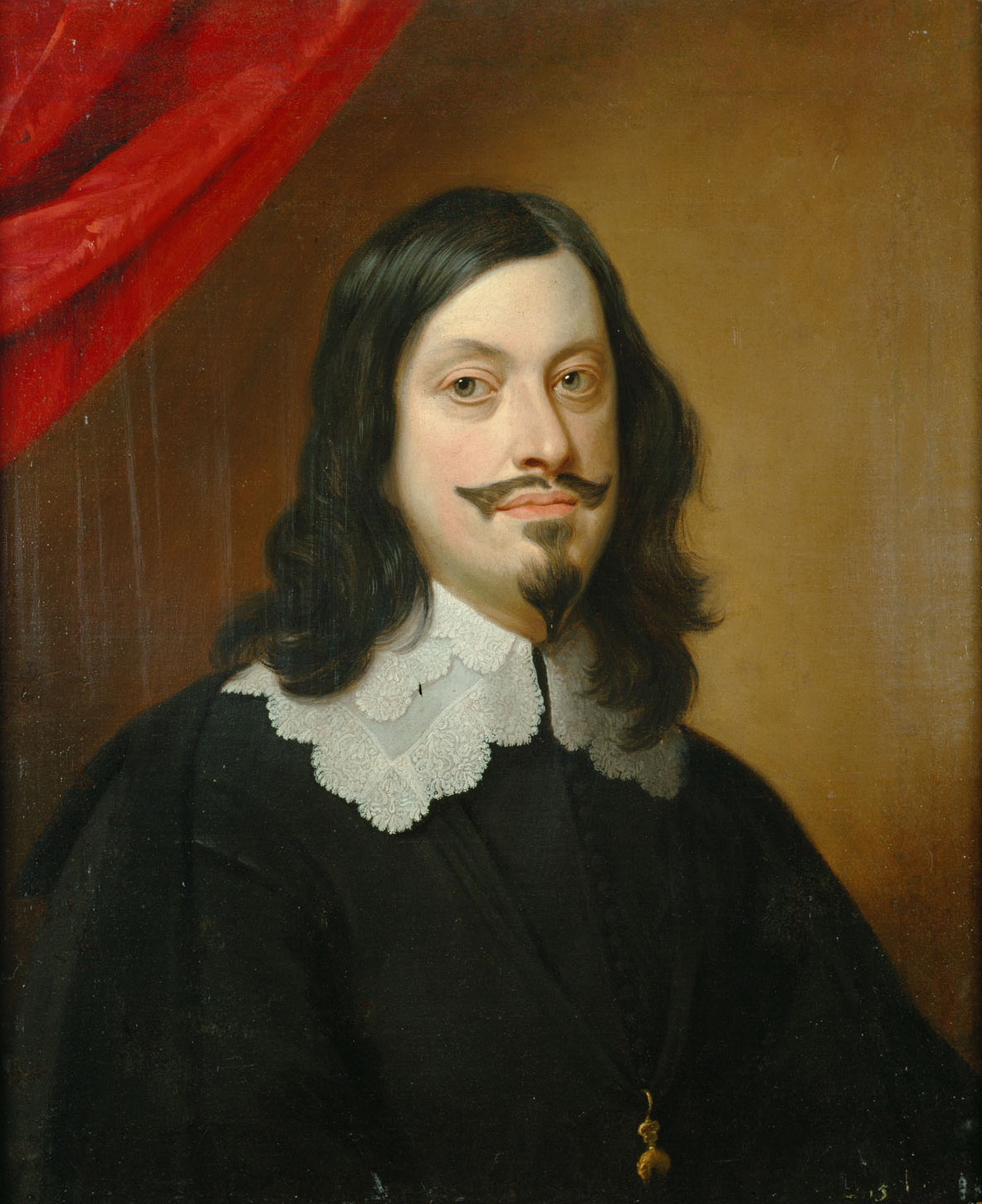
1637: Ferdinand al III-lea a devenit împărat al Sfântului Imperiu Roman.

1965: Emblema frunzei de arțar a devenit steagul oficial al Canadei.

- 0590: Khosrau al II-lea este încoronat rege al Persiei.
- 1637: Ferdinand al III-lea a devenit împărat al Sfântului Imperiu Roman.
- 1690: S-a încheiat, la Sibiu, tratatul secret dintre Constantin Cantemir, domnul Moldovei, și Sfântul Imperiu Roman. În tratat se stipula că Moldova va sprijini acțiunile antiotomane ale imperiului condus de Casa de Habsburg.
- 1864: A apărut revista România militară, devenită la 8 decembrie 1897, prin decretul Regelui Carol I, revista oficială a Marelui Stat Major.
- 1876: Apare lunar (până la 15 mai 1876), la București, "Revista literară și științifică", sub îndrumarea lui Bogdan Petriceicu Hașdeu și Dimitrie Brândză.
- 1921: S-a înființat legația României la Helsinki.
- 1923: Grecia devine ultima țară europeană care adoptă calendarul gregorian.
- 1933: La București, a început greva ceferiștilor de la Atelierele Grivița (15 februarie-23 februarie).
- 1941: România este inclusă în grupul țărilor supuse blocadei britanice.
- 1949: Pentru prima oară, problema lichidării marii proprietăți agricole, a apărut pe ordinea de zi a ședințelor Secretariatului Biroului Politic al C.C. al P.R.M.
- 1952: Regele George al VI-lea al Regatului Unit este înmormântat la capela Sf. George de la Castelul Windsor.
- 1965: Emblema frunzei de arțar a devenit steagul oficial al Canadei.
- 1969: A fost inaugurată linia ferată electrificată București–Brașov, prima de acest fel din România.
- 1980: A fost lansată pe apă, la Brăila, prima navă de pescuit oceanic construită în România.
- 1989: Ultimii militari sovietici au părăsit Afganistanul după aproape zece ani de la intervenția lor, în decembrie 1979, în sprijinul guvernului promarxist de la Kabul – Ziua națională a salvării.
- 1990: A fost înființată Uniunea Teatrelor din România - UNITER, avându-l ca președinte pe actorul Ion Caramitru.
- 1991: A luat ființă "Grupul de la Vișegrad", organizație de cooperare regională reunind Ungaria, Polonia, Cehia și Slovacia.
- 1995: România depune la secretariatul general al ONU, instrumentele de ratificare a Convenției privind interzicerea dezvoltării, producerii, stocării și folosirii armelor chimice, precum și distrugerea acestora, semnată la Paris, la 13 ianuarie 1993.
- 2000: Președintele Germaniei, Johannes Rau, aflat în vizită în Israel, și-a cerut în mod solemn iertare poporului evreu pentru Holocaust.
- 2001: Suedia a renunțat la obligativitatea vizelor pentru cetățenii români posesori de pașapoarte diplomatice.
- 2003: Protest global împotriva declanșării ofensivei americane din Irak, în peste 600 de orașe din întreaga lume.
- 2013: Un meteorit a explodat deasupra Rusiei; 1.500 de oameni au fost răniți de cioburile de geamuri sparte sau de obiecte deplasate de unda de șoc. Acest lucru s-a întâmplat în mod neașteptat, cu doar câteva ore înainte de trecerea așteptată a asteroidului 2012 DA14, asteroidul care urma să treacă cel mai aproape de Terra.

## Nașteri
- 1539: Alessandro Valignano, misionar iezuit, filolog (d. 1606)
- 1564: Galileo Galilei, fizician și astronom renascentist (d. 1642)
- 1571: Michael Praetorius, compozitor și muzician german (d. 1621)
- 1710: Regele Ludovic al XV-lea al Franței (d. 1774)
- 1748: Jeremy Bentham, filosof englez (d. 1832)
- 1759: Friedrich August Wolf, arheolog german (d. 1824)
- 1811: Domingo Faustino Sarmiento, scriitor și politician argentinian (d. 1888)
- 1817: Charles-François Daubigny, pictor francez (d. 1878)
- 1820: Susan B. Anthony, sufragetă americană (d. 1906)

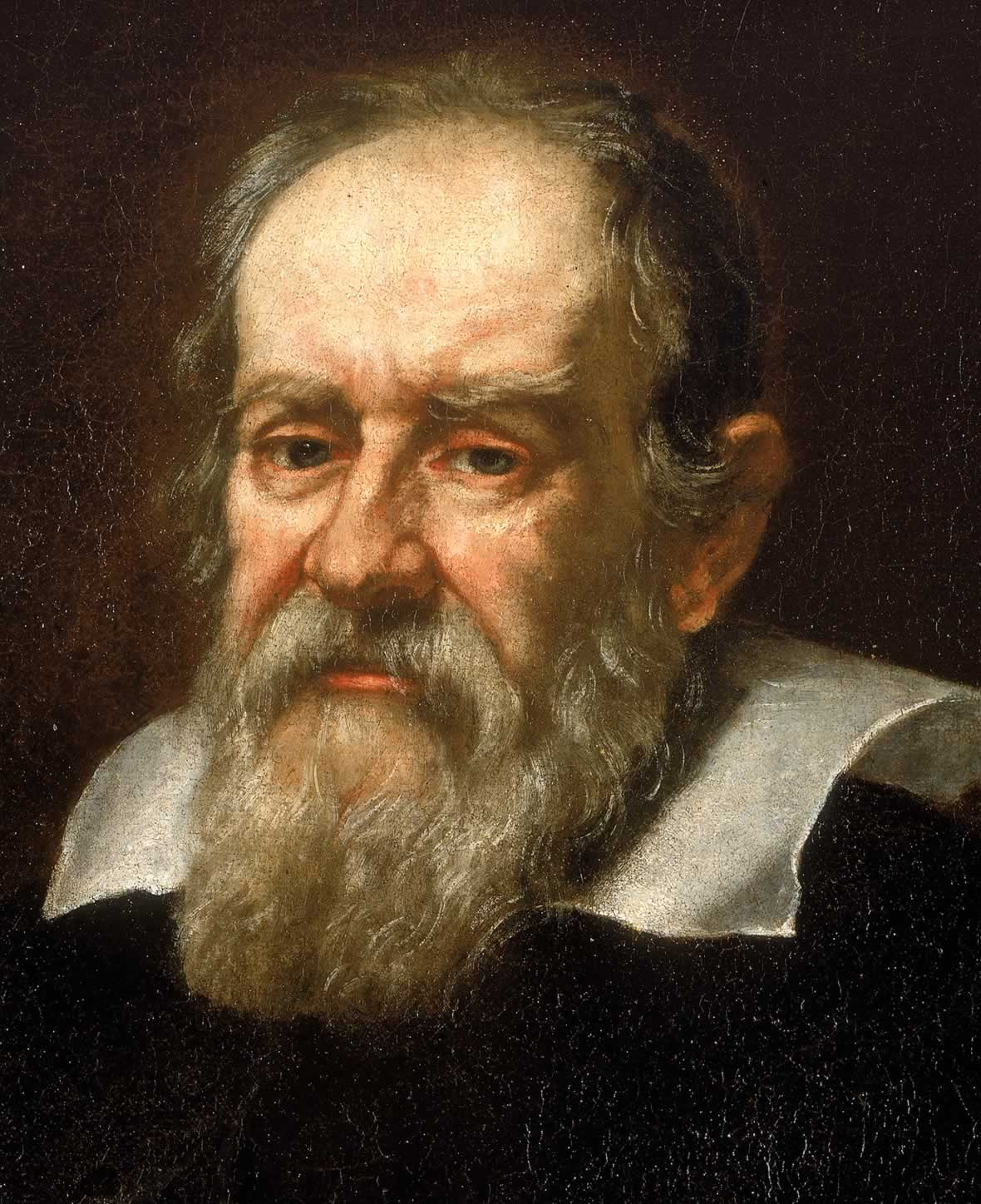
Galileo Galilei, fizician și astronom renascentist
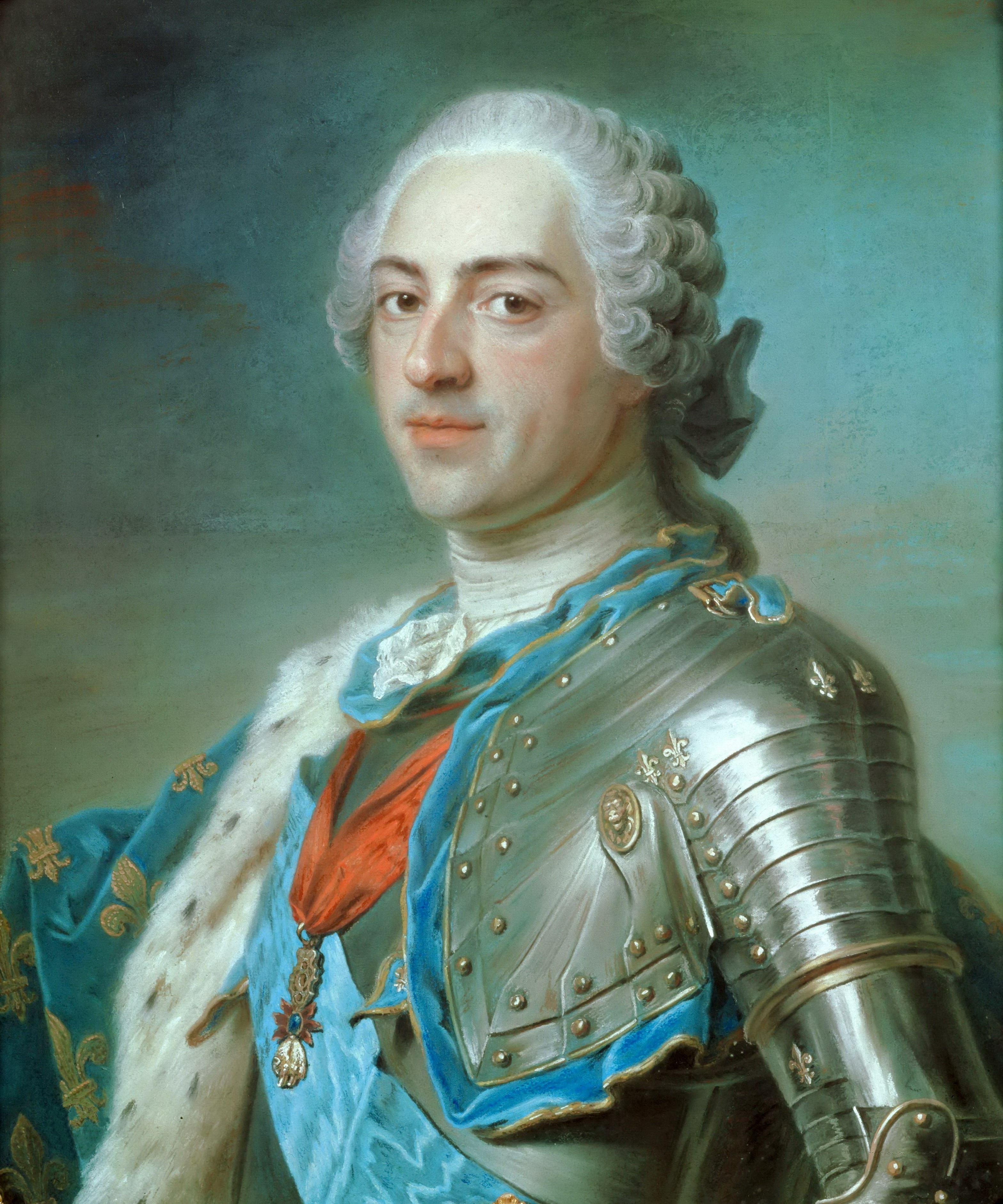
Regele Ludovic al XV-lea al Franței
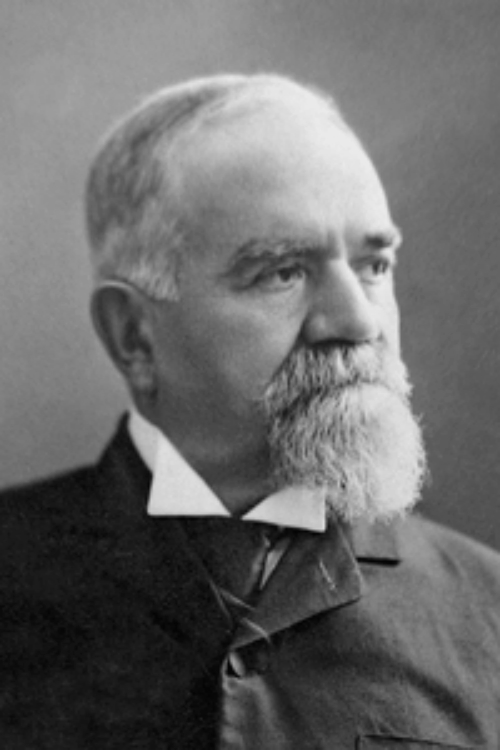
Titu Maiorescu, critic literar român, fondatorul Junimii

- 1823: Melchisedec Ștefănescu, episcop și istoric român, membru al Academiei Române (d. 1892)
- 1834: Vasile Alexandrescu-Urechia, istoric, prozator și dramaturg român (d. 1901)
- 1835: Demetrios Vikelas, autor grec (d. 1908)
- 1840: Titu Maiorescu, întemeietor al criticii românești moderne, fondatorul Junimii, membru fondator al Societății Academice Române (d. 1917)
- 1845: Elihu Root, om de stat american, laureat al Premiului Nobel (d. 1937)
- 1850: Ion Andreescu, pictor român, membru post-mortem al Academiei Române (d. 1882)
- 1851: Spiru Haret, matematician, sociolog și om politic liberal, organizatorul învățământului românesc de după 1864, membru al Academiei Române (d. 1912)
- 1852: Prințesa Maria de Battenberg, prințesă de Battenberg și de Erbach-Schönberg (d. 1923)
- 1856: Emil Kraepelin, psihiatru german (d. 1926)
- 1861: Charles Edouard Guillaume, fizician elvețian, laureat Nobel (d. 1938)
- 1861: Alfred North Whitehead, matematician și filosof englez (d. 1947)
- 1873: Hans von Euler-Chelpin, chimist german, laureat Nobel (d. 1964)
- 1874: Sir Ernest Shackleton, explorator irlandez (d. 1922)
- 1896: Ștefan S. Nicolau, medic român, membru al Academiei Române (d. 1967)
- 1905: François Seydoux de Clausonne, diplomat francez (d. 1981)
- 1912: Andrei Lupan, poet, dramaturg și publicist român, membru al Academiei Române  (d. 1992)
- 1927: Dinu C. Giurescu, istoric român, membru corespondent al Academiei Române (d. 2018)
- 1930: Romulus Zaharia, prozator român (d. 2006)
- 1931: Claire Bloom, actriță britanică
- 1931: Petre Stoica, poet, traducător și jurnalist român (d. 2009)
- 1933: Iosif Sava, om de cultură, muzicolog, realizator de emisiuni TV (d. 1998)

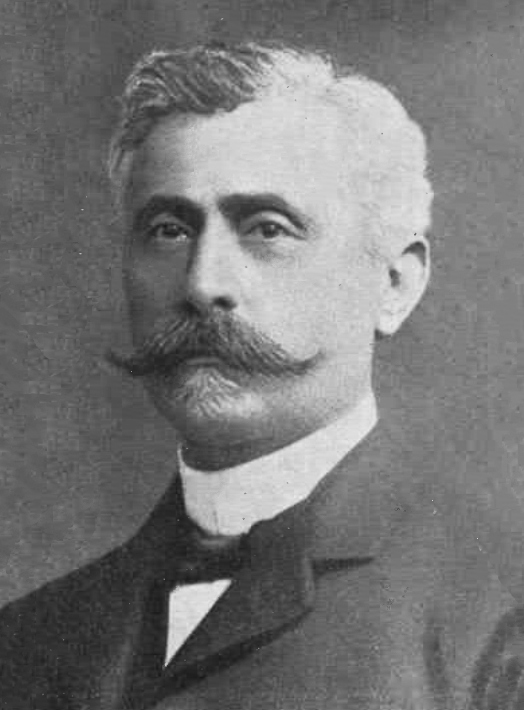
Spiru Haret, matematician, sociolog și om politic liberal
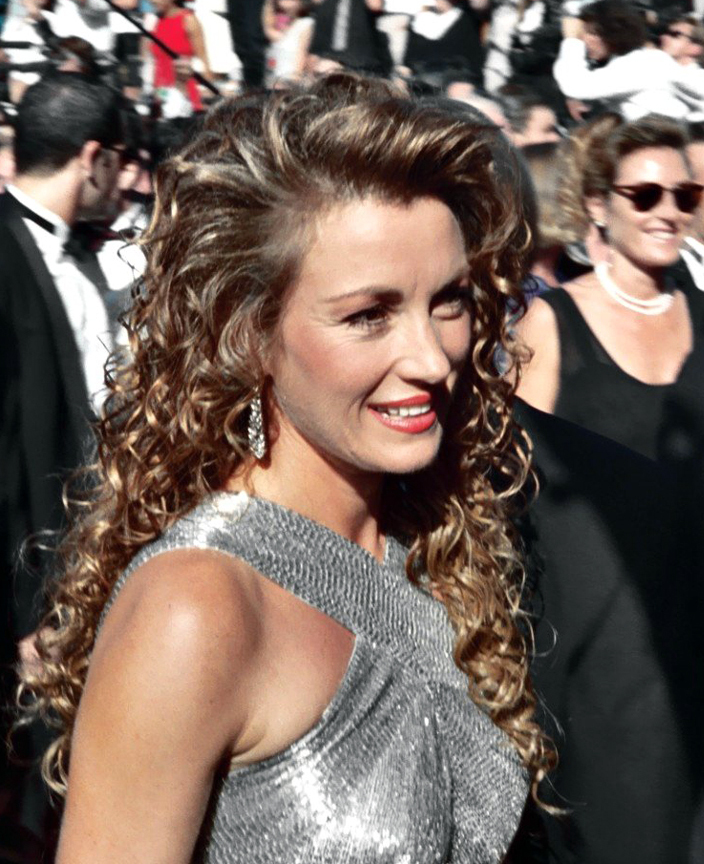
Jane Seymour, actriță americană
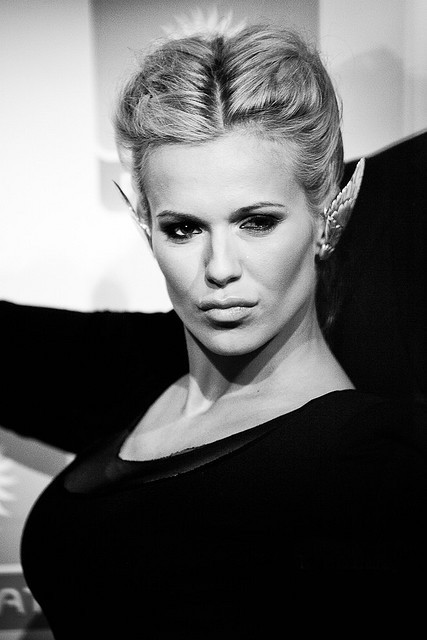
Dorota Rabczewska, cântăreață poloneză

- 1933: Octavian Lazăr Cosma, muzicolog român
- 1935: Roger Chaffee, astronaut, ofițer naval, aviator, pilot de încercare și inginer aeronautic american (Apollo 1), (d. 1967)
- 1935: Avy Abramovici, violonist israelian originar din România
- 1939: Constantin Stoiciu, prozator și scenarist român (d. 2024)
- 1944: Alexandru Bocăneț, regizor și realizator român de televiziune (d. 1977)
- 1947: Roxana Eminescu, cercetătoare și traducătoare română
- 1950: Alexandru Dan Condeescu, critic literar român (d. 2007)
- 1951: Jane Seymour, actriță americană
- 1956: Aurelian Titu Dumitrescu, poet român
- 1956: Ion Ariton, om politic român
- 1957: Doina Ruști, romancieră română
- 1968: George Ivașcu, actor român de teatru și film
- 1978: Yiruma, pianist de origine sud-coreeană
- 1984: Dorota Rabczewska, cântăreață poloneză
- 1994: Nico Denz, ciclist german

## Decese
- 1145: Papa Lucius al II-lea
- 1152: Conrad al III-lea, rege al Germaniei (n. 1093)
- 1621: Michael Praetorius, compozitor german (n. 1571)

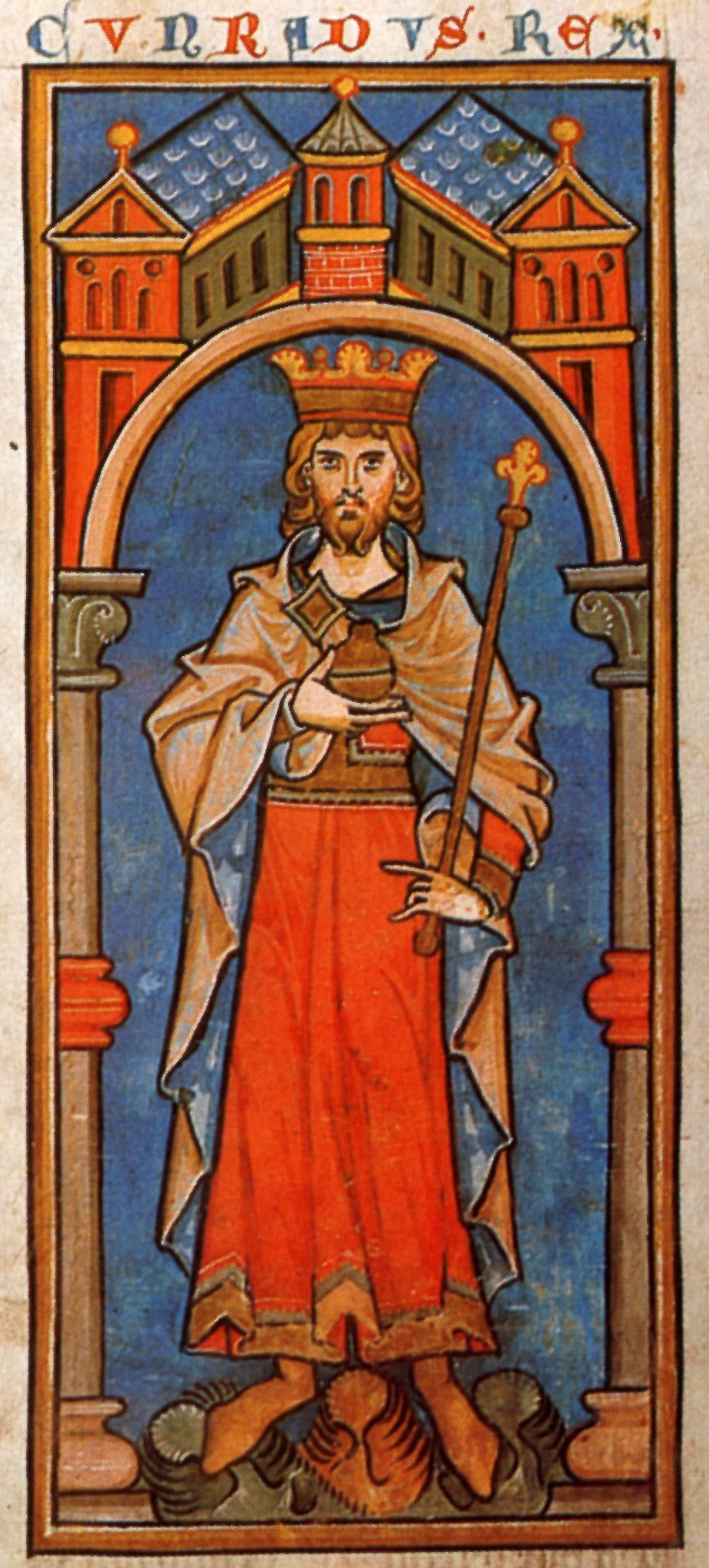
Conrad al III-lea, rege al Germaniei
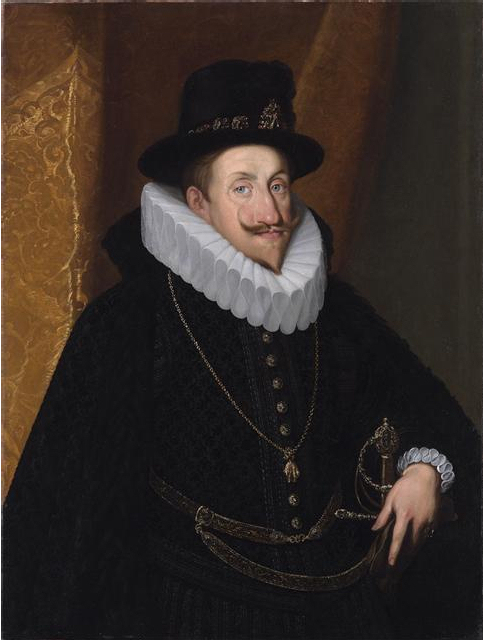
Ferdinand al II-lea, Împărat al Sfântului Imperiu Roman
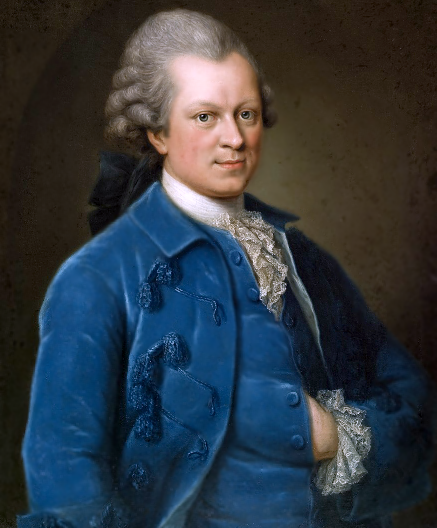
Gotthold Ephraim Lessing, scriitor și filosof german

- 1637: Ferdinand al II-lea, Împărat al Sfântului Imperiu Roman (n. 1578)
- 1738: Matthias Braun, sculptor ceh (n. 1684)
- 1769: Alexis Peyrotte, pictor francez (n. 1699)
- 1781: Gotthold Ephraim Lessing, scriitor și filosof german (n. 1729)
- 1844: Henry Addington, politician britanic (n. 1757)
- 1847: Germinal Pierre Dandelin, matematician belgian (n. 1794)
- 1857: Mihail Glinka, compozitor rus (n. 1804)
- 1869: Constantin Hurmuzachi, politician, ministru, doctor în drept român (n. 1811)
- 1897: Dimitrie Ghica, politician român, fiul domnului Țării Românești, Grigore Dimitrie Ghica (n. 1816)
- 1898: Zsigmond Ács, scriitor și traducător maghiar (n. 1824)
- 1899: Gustave Deloye, sculptor francez (n. 1838)
- 1927: Traian Grozăvescu, tenor român (n. 1895)

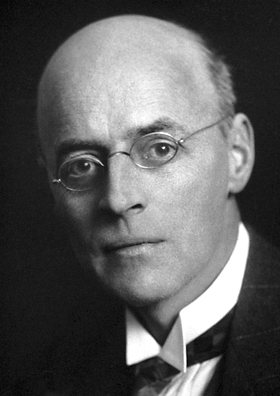
Owen Willans Richardson, fizician britanic, laureat Nobel
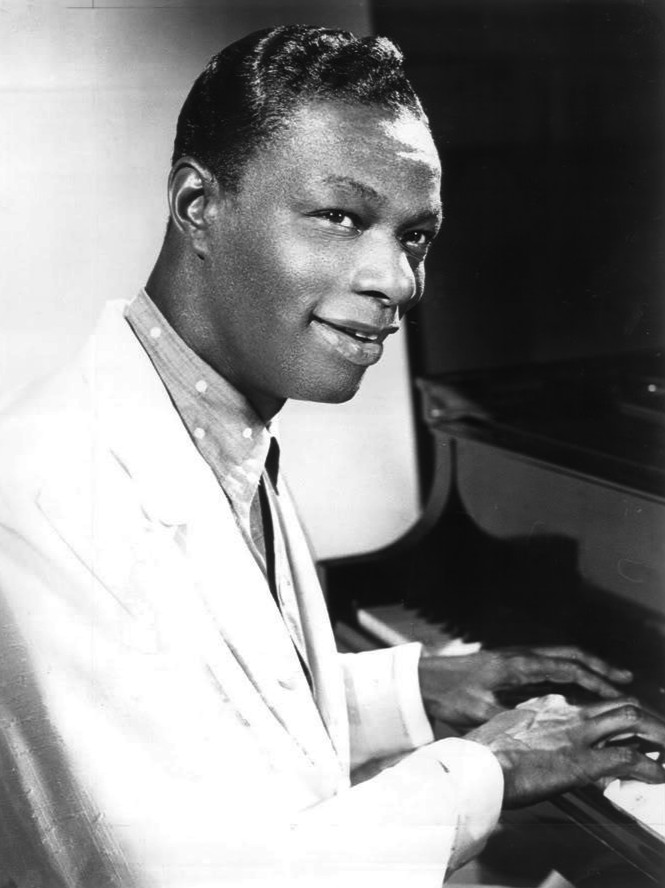
Nat King Cole, pianist, interpret de jazz american
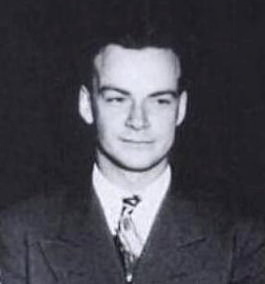
Richard Feynman, fizician american, laureat Nobel

- 1942: Vasile Demetrius, prozator, poet și traducător român (n. 1878)
- 1959: Owen Willans Richardson, fizician britanic, laureat al Premiului Nobel (1928), (n. 1879)
- 1965: Emil Monția, compozitor român (n. 1882)
- 1965: Nat King Cole, pianist, interpret de jazz și cantautor american (n. 1919)
- 1970: Leon Biju, pictor român (n. 1880)
- 1981: Karl Richter, dirijor german (n. 1926)
- 1984: Ethel Merman, cântăreață și actriță americană (n. 1908)
- 1988: Richard Feynman, fizician american, laureat al Premiului Nobel (1965), (n. 1918)
- 1990: George Ciucu, matematician român, membru corespondent al Academiei Române (n. 1927)
- 1996: Brúnó Straub, academician, președinte al Ungariei (n. 1914)
- 1999: Henry Way Kendall, fizician american, laureat al Premiului Nobel (1990), (n. 1926)
- 2014: Cliff Bole, regizor americano-canadian (n. 1937)
- 2021: Luca Novac, taragotist și instrumentist român (n. 1941)
- 2023: Raquel Welch, actriță americană (n. 1940)

## Sărbători
- In calendarul ortodox: Sfantul Apostol Onisim
- Ziua Internațională a Copilului bolnav de cancer
- Ziua Națională a Lecturii